# Geranium maderense
Geranium maderense (Yeo, 1969), comunemente noto come geranio di Madera, è una pianta erbacea appartenente alla famiglia delle Geraniaceae, endemica dell'isola di Madera.

## Descrizione
G. maderense è una pianta perenne sempreverde, in grado di raggiungere i 120–150 centimetri d'altezza . 
La fioritura è caratterizzata da un gran numero di fiori rosa, intorno al mese di maggio. 
Viene molto apprezzata come pianta ornamentale, soprattutto in climi miti dato che non sopporta temperature inferiori al -5 °C.
Esige posizione soleggiata e terreno leggero.